# Phrygilus fruticeti
Phrygilus fruticeti là một loài chim trong họ Thraupidae.